# Голиан, Ян
Ян Голиан (словац. Ján Golian; 7 января 1906, Домбовар, Венгрия — 1945, концлагерь Флоссенбюрг, Германия) — словацкий бригадный генерал, организатор и руководитель Словацкого народного восстания.

## Биография
Родился 26 января 1906 года в деревне Домбовар на территории современной Венгрии. Учился в Военной академии в Моравии, в 1927 году получил звание лейтенанта артиллерии. Затем продолжил учёбу в Военном училище в Праге. В 1937 году получил звание капитана. До 1939 служил в чехословацкой армии.
В 1939—1943 гг. служил в штабе в Тренчине. В 1943 году — начальник штаба «Быстрой дивизии». Пользовался дружеским расположением и покровительством командира дивизии Й. Туранца, который активно продвигал Голиана по службе.
Во время службы в Тренчине установил контакты с антифашистским подпольем. С января 1944 года назначен на должность начальника штаба командования Сухопутных войск в Банской Быстрице, где собрал вокруг себя влиятельную группу антифашистски настроенных офицеров, поддерживавших связь с эмигрантским чехословацким правительством в Лондоне.
Подготовил план вооруженного восстания, одобренного 23 марта чехословацким правительством в изгнании. 30 апреля был назначен военным министром нелегальной Словацкой народной рады. 29 августа отдал приказ о начале восстания. С 1 сентября — командующий чехословацкой армии в Словакии.
После поражения Словацкого народного восстания 28 октября 1944 года отдал приказ о переходе частей на партизанское положение. 3 ноября в Погронском Буковце у Банской Бистрицы попал в немецкий плен вместе с генералом Рудольфом Виестом.
Погиб в концентрационном лагере Флоссенбюрг, где был казнён вместе с другими словацкими офицерами в начале 1945 года.

## Награды
- Орден Людовита Штура 1 класса (1995, посмертно)
- Орден Республики (Чехословакия) (1966, посмертно)
- Орден Словацкого национального восстания I степени (1945)
- Орден Милана Растислава Штефаника III степени (1991, посмертно)
- Чехословацкий Военный крест (1939) (1945)
- Медаль Благодарности[чеш.] (2018, Словакия)[2]